# Coolsingelpoort
De Coolsingelpoort aan de Lijnbaan in de Nederlandse stad Rotterdam was de achterpoort van het voormalige Coolsingelziekenhuis aan de Coolsingel. 
Door de poort aan de toenmalige Crispijnlaan reden de ambulances in en uit. Het ziekenhuis werd tijdens het bombardement op Rotterdam in mei 1940 verwoest waarbij enkele buitenmuren en de poort overeind bleven staan.
In 1949 werd begonnen met de aanleg van de voetgangersstraat de Lijnbaan. Deze liep bij de opening in 1953 destijds uit op de muren van het ziekenhuis. In 1963 werden de muren gesloopt om de Lijnbaan door te kunnen trekken naar de Binnenweg. De poort en een inmiddels enorme plataan staan op het door de volksmond Lijnbaanplein genoemde stukje van de Lijnbaan; ze zijn de enige nog bestaande overblijfselen van het ziekenhuis.
In 2006 waren er plannen om de poort te schenken aan het Erasmus Medisch Centrum opdat zij een plaats zou krijgen bij de nieuwbouw. Het Historisch Genootschap Roterodamum wist de lokale politiek te bewegen om dit plan tegen te houden, opdat de herinnering aan het Coolsingelziekenhuis bleef.. Ook in 2015 speelde een dergelijke discussie.